# Meleon
Meleon (лат.) — род пауков из семейства пауков-скакунов. Около 10 видов.

## Распространение и описание
Встречаются в восточной, центральной, экваториальной (Гвинея, Кот-д’Ивуар) и южной Африке, а также на Мадагаскаре. Мелкие пауки (около 5 мм).

## Классификация
Выделяют 8 видов. Род представляется парафилетическим таксоном и требуется дальнейшая ревизия его видов. По данным Wijesinghe (1994) в составе рода Meleon может быть только три вида: M. guineensis (Berland & Millot, 1941), M. solitaria (Lessert, 1927) и M. kenti (Lessert, 1925); последний таксон рассматривается типовым для всего рода. Таксоны M. madagascarensis и M. russata по мнению Wiesinghe (1994) принадлжеат другому роду. Недавно описанные Логуновым и Азаркиной (Logunov and Azarkina, 2008) новые виды M. insularis и M. raharisonina оба близки к M. madagascarensis.
- Meleon guineensis (Berland & Millot, 1941) — Гвинея, Кот-д’Ивуар
- Meleon insulanus Logunov & Azarkina, 2008 — Мадагаскар
- Meleon kenti (Lessert, 1925) — Ангола, Южная Африка typus
- Meleon madagascarensis (Wanless, 1978) — Мадагаскар
- Meleon raharizonina Logunov & Azarkina, 2008 — Мадагаскар
- Meleon russata (Simon, 1900) — Мадагаскар
- Meleon solitaria (Lessert, 1927) — Центральная и Восточная Африка
- Meleon tsaratanana Logunov & Azarkina, 2008 — Мадагаскар